# スティーブン・アレン・ベンソン
スティーブン・アレン・ベンソン（英語: Stephen Allen Benson 、1816年5月21日 - 1865年1月24日）は、リベリアの第2代大統領（任期：1856年-1864年）。

## 生涯
1816年アメリカ合衆国メリーランド州ケンブリッジで生まれた。ベンソンの家族は1822年アメリカ植民地協会のリベリア入植によるリベリア移住に参加した。1835年入植地のグランドバッサ郡にて原住民のバッサ族で、彼と親戚が捕虜として数ヶ月間捕まっており、1835年から1842年はグランドバッサ郡の民兵組織に参加するための委任統治評議会となっている。その後、彼はサービス貿易とコーヒープランテーションの経営に取り組んだ。
1842年に政治に進出し、植民地時代の理事会に議席を獲得した。リベリア独立後の1853年に判事としてリベリア初代大統領となったジョセフ・ジェンキンス・ロバーツの副大統領候補として選挙で勝ち、ロバーツ政権の副大統領となった。1856年にロバーツの後継者として、リベリア第2代大統領になる。
1857年にはメリーランド共和国として独立していたメリーランド・アフリカ植民地をリベリアに併合する事に成功する。1858年にベルギー、1860年にデンマーク、1862年にアメリカおよびイタリア王国、1863年にノルウェー、スウェーデン、1864年にハイチから国家の承認を獲得した。その後、リベリア原住民との連携を求める政策をし、原住民の言葉を知った。そしてヨーロッパを訪問した。1864年に大統領を退任した。
大統領退任後はグランドバッサ郡でコーヒープランテーションの経営に復帰したが、翌1865年に死亡した。